# Stegastes adustus
Stegastes adustus är en fiskart som först beskrevs av Troschel, 1865.  Stegastes adustus ingår i släktet Stegastes och familjen Pomacentridae. Inga underarter finns listade i Catalogue of Life.